# John Davis (felfedező)
John Davis (1550 k. Sandridge – 1605. december 29. vagy 30. Malaka-szoros) angol tengerész, felfedező, utazó.
Három expedíciót vezetett az Északnyugati átjáró feltárására:
- 1585-ben jó darabon felderítette Grönland nyugati partjait, felfedezte a róla elnevezett, az Atlanti-óceánból a Baffin-öbölbe átvezető Davis-szorost és a Baffin-öböl déli részét.
- 1586-ban további partszakaszokat és öblöket derített fel az előző útján megismert vidékeken és Új-Fundlandban.
- 1587-ben a Baffin-öbölben Grönland nyugati partjai mentén a Sanderson’s Hope fokig jutott el.

1592-ben az Atlanti-óceán déli részére indult, és felfedezte a Falkland-szigeteket. A szigetek zászlaján és címerén hajója, a Desire is szerepel.
Ötször járt Kelet-Indiában, illetve Délkelet-Ázsia egyéb részein. Utolsó útján japán kalózok ölték meg Bintannál, Szumátra közelében.